# Wayne Brady

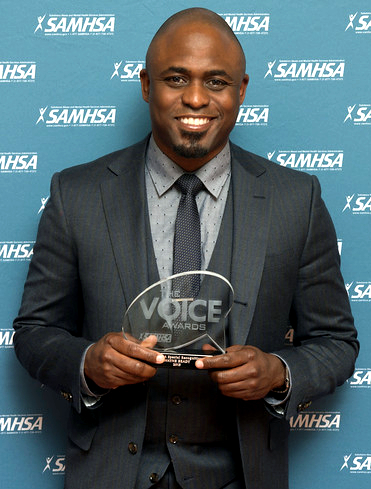
Brady (2015)

Wayne Brady (* 2. Juni 1972 in Orlando, Florida) ist ein US-amerikanischer Fernsehmoderator, Comedian, Synchronsprecher und Sänger. Bekanntheit erlangte er besonders als Komiker in der Impro-Show Whose Line Is It Anyway?, Moderator der The Wayne Brady Show und durch seine Auftritte in Fernsehsendungen wie Girlfriends, How I Met Your Mother und Chappelle’s Show.

## Leben
Brady wurde in Orlando geboren, wo er auch die Dr. Phillips High School besuchte.
2006 wurde Wayne Brady Moderator der Show That's What I'm Talking About. Die Sendung wurde auf dem Fernsehsender TV Land, Der zu MTV Networks gehört, ausgestrahlt. Im selben Jahr moderierte Brady auch die FOX-Show Celebrity Duets, in der Prominente gemeinsam mit professionellen Sängern Duette sangen. Von 2007 bis 2009 moderierte er die Sendung Don't Forget the Lyrics!, seit 2009 die Gameshow Let's Make a Deal.
In der Sitcom How I Met Your Mother war er von 2006 bis zum Ende der Sendung als Barney Stinsons Halbbruder James zu sehen. Zusätzlich hatte er in diversen anderen Fernsehsendungen und Sitcoms Gastauftritte. Am 15. April 2007 trat Brady bei einem Konzert von Prince als musikalischer Gast auf.
Brady ist im Musikvideo von Chester See und Toby Turner zum Lied Whistle While I Work It zu sehen. Im Oktober 2017 sang Brady mit der amerikanischen Cover-Band Postmodern Jukebox eine Coverversion von Michael Jacksons Thriller.
Brady war von 1999 bis 2007 in zweiter Ehe mit Mandie Taketa verheiratet. Am 3. Februar 2003 kam die gemeinsame Tochter Maile Masako Brady zur Welt.

## Diskografie

### Alben
- 2008: A Long Time Coming
- 2011: Radio Wayne

### Singles
- 2000: Disneys Wochenend-Kids (Titel Song)
- 2008: Ordinary
- 2009: F.W.B.

## Filmografie (Auswahl)
- 1998–2006, 2013–2015: Whose Line Is It Anyway? Darsteller, Produzent (seit 2013)
- 2004: Reno 911 (1 Folge)
- 2005: Stargate – Kommando SG-1 (Folge 8.13)
- 2006: Girlfriends (4 Folgen)
- 2006–2014: How I Met Your Mother
- 2007: 30 Rock (Folge 1.16)
- 2008: Alle hassen Chris (Folge 2.8 und 3.11)
- 2011: Psych (Staffel 6, Folge 12)
- 2018: Colony (8 Folgen)
- 2019–2020: The Masked Singer (Gewinner Staffel 2, Gastjuror Folge 4.6)
- 2020: The Neighborhood (2 Folgen)
- 2020: Blindfire
- 2020: Phineas und Ferb: Candace gegen das Universum (Phineas and Ferb: Candace Against the Universe) [Stimme]
- 2021–2022: The Good Fight (6 Folgen)
- 2022: The Cuphead Show! (Als King Dice)
- 2021: Black Lightning (als Gravedigger)
- 2023: Self Reliance